# Codiaeum affine
Codiaeum affine är en törelväxtart som beskrevs av Elmer Drew Merrill. Codiaeum affine ingår i släktet Codiaeum och familjen törelväxter. Inga underarter finns listade i Catalogue of Life.